# Айминь
Айми́нь (кит. упр. 爱民, пиньинь Àimín) — район городского подчинения городского округа Муданьцзян провинции Хэйлунцзян (КНР).

## История
Когда в 1937 году был создан город Муданьцзян, то здесь был образован его Северный район (北区), который после Второй мировой войны был переименован в район Цзиньлин (金铃区), а в 1949 году — в район Айминь (по проходящей по его территории улице Айминьцзе).
В 1952 году районы Айминь и Цисин (七星区) были объединены в Район № 1. В 1956 году деление города на районы было ликвидировано вообще, в 1958 году район Айминь был восстановлен. В начале 1970 года вместо районов были созданы «народные коммуны», однако в конце года вместо коммун опять были созданы районы.

## Административное деление
Район Айминь делится на 7 уличных комитетов и 1 волость.
| № | Название | Название (кит.) | Статус          | Население чел. (2010) | На карте                         |
| - | -------- | --------------- | --------------- | --------------------- | -------------------------------- |
| 1 | Хуанхуа  | 黄花街道办事处  | уличный комитет | 56.482                | 44°35′36″ с. ш. 129°35′34″ в. д. |
| 2 | Бэйшань  | 北山街道办事处  | уличный комитет | 38.183                | 44°35′36″ с. ш. 129°35′34″ в. д. |
| 3 | Тебэй    | 铁北街道办事处  | уличный комитет | 37.671                | 44°35′36″ с. ш. 129°35′34″ в. д. |
| 4 | Сянъян   | 向阳街道办事处  | уличный комитет | 37.313                | 44°35′36″ с. ш. 129°35′34″ в. д. |
| 5 | Синпин   | 兴平街道办事处  | уличный комитет | 31.414                | 44°35′36″ с. ш. 129°35′34″ в. д. |
| 6 | Дацин    | 大庆街道办事处  | уличный комитет | 30.918                | 44°35′36″ с. ш. 129°35′34″ в. д. |
| 7 | Синьхуа  | 新华街道办事处  | уличный комитет | 25.641                | 44°35′36″ с. ш. 129°35′34″ в. д. |
| 8 | Бэйань   | 北安乡          | волость         | 17.667                | 44°35′36″ с. ш. 129°35′34″ в. д. |

## Соседние административные единицы
Район Айминь на востоке граничит с районом Янмин, на юго-востоке — с районом Дунъань, на юге — с районом Сиань, с остальных сторон окружён городским уездом Хайлинь.